# Shallow
Shallow és una cançó interpretada per Lady Gaga i Bradley Cooper que forma part de la banda sonora de la pel·lícula del 2018 A Star Is Born, també protagonitzada per ells dos. Lady Gaga va compondre Shallow al costat amb Mark Ronson, Andrew Wyatt i Anthony Rossomando. Lady Gaga mateixa i Benjamin Rice són els responsables de la producció. La lletra ha estat escrita de la perspectiva dels personatges que Gaga i Cooper interpreten al film, Ally (Gaga) i Jackson Maine (Cooper). Shallow es va estrenar el dia 27 de Setembre de 2018.

## Rerefons i llançament

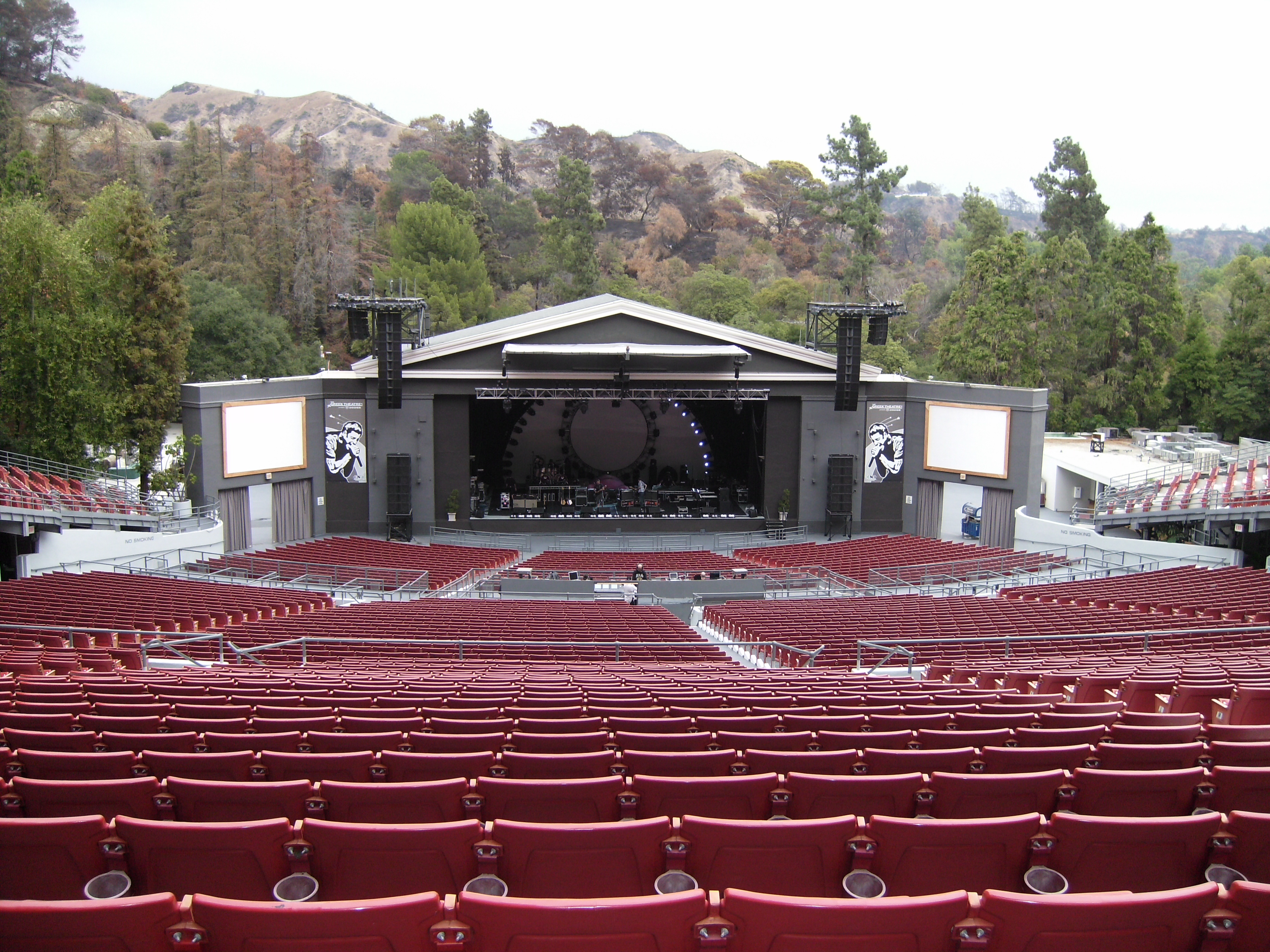
El Teatre Grec de Los Angeles, on Gaga i Cooper van gravar i filmar la seqüència de "Shallow"

Gaga va col·laborar amb Mark Ronson, amb qui havia produït el seu cinquè àlbum d'estudi, Joanne (2016), per desenvolupar la banda sonora per a aquesta versió de la pel·lícula A Star Is Born. Joanne conté temes country rock i balades "twangier" com "Million Reasons" i la cançó del títol, que va influir en les cançons de A Star Is Born. El personatge de Bradley Cooper, Jackson Maine, li parla sobre la seva música i els seus somnis. L'Ally confessa que ha escrit una cançó i la canta breument per a Jackson. La seva lletra es converteix en la base de "Shallow", la versió completa de la qual s'utilitza en una seqüència quan Jackson puja a l'escenari del Teatre Grec de Los Angeles i canta els versos inicials. Havia convidat l'Ally a venir al seu programa i li va dir que estrenaria la cançó i que l'havia rearranjat per cantar-la al concert.
Abans de la segona estrofa, Ally reuneix el coratge per pujar a l'escenari per cantar "Shallow", incloent-hi el cor fort per al gran públic. La seva actuació es converteix en viral i llança la seva carrera musical. El tema esdevé un element bàsic dels seus concerts. La cançó s'utilitza breument per tercera vegada quan la canta a The Forum. Per filmar la seqüència "Shallow", Cooper va omplir el Teatre Grec amb uns 2.000 fans de Gaga i després va gravar la cançó. Després del rodatge, Gaga va entretenir al públic tocant versions per a piano de les seves velles cançons; Lukas Nelson i Promise of the Real també van cantar al lloc.
"Shallow" es va escoltar per primera vegada durant un tràiler teaser de A Star Is Born el juny de 2018, on va aparèixer al voltant de l'1:46 amb Gaga començant a cantar el cor final. La seqüència es va convertir immediatament en molts mems d'Internet. Una setmana abans de l'estrena de la pel·lícula, Interscope va confirmar que "Shallow" seria llançat com el primer senzill de la banda sonora el 27 de setembre de 2018. Gaga la va estrenar al programa de ràdio Beats 1 de Zane Lowe mentre era entrevistada sobre la pel·lícula. Es va publicar un vídeo musical adjunt que mostra a Gaga i Cooper cantant "Shallow" a l'escenari, intercalat amb escenes d'"A Star Is Born". La cançó es va publicar com a descàrrega digital a l'iTunes Store, YouTube i Spotify. BBC Radio 2 va incloure la cançó a la llista de reproducció el 13 d'octubre de 2018. Als Estats Units, "Shallow" s'ha enviat a la ràdio contemporània per a adults contemporània el 15 d'octubre de 2018 i l'endemà es va afegir als panells de Contemporary hit radio.

## Premis
Shallow és una de les cançons més premiades de tots els temps. De fet, diverses fons asseguren que seria la que ha rebut més premis de tota la història. Els premis més destacables que ha rebut són dos Grammys (el de millor interpretació pop d'un duo o grup i el de millor composició original per una producció audiovisual), un Globus d'Or (millor cançó original), un premi NRJ (millor grup o duo internacional) i un Oscar (millor cançó original).

## Èxit comercial
A banda de ser un èxit de crítica, Shallow va ser un gran succés comercial, arribà al número 1 d'un gran nombre de mercats, entre els quals el Regne Unit i els Estats Units.
Al Regne Unit, Shallow va entrar al número 13 i va anar pujant posicions fins a arribar al número 1 durant la seva quarta setmana. Va ocupar la primera posició durant dues setmanes, esdevingué el cinquè número 1 de Lady Gaga en aquest país i el primer d'ençà de Telephone el 2010. Als Estats Units, Shallow va tardar més en ser número 1: només va poder encapçalar el Hot 100 al març després de l'actuació de Bradley Cooper i Lady Gaga als Oscars. 
Shallow va convertir-se en el quart número per Lady Gaga a Austràlia a l'Octubre del 2018 , el primer des de Born This Way.
Shallow va entrar al número 41 a la llista Alemanya i quatre setmanes més tard va arribar el número 10, la seva posició més alta pel moment. No va ser fins al mes de Març, després dels Oscars, que Shallow va assolir la seva posició més alta: el número 4. El primer top 5 que Lady Gaga aconsegueix en aquest país des d'Applause.

### Certificacions
| País         | Organisme que la entrega | Certificació | equivalència | Ref.   |
| ------------ | ------------------------ | ------------ | ------------ | ------ |
| Alemanya     | BVMI                     | Platí        | 400 000      |        |
| Austràlia    | ARIA                     | 6× Platí     | 420 000      |        |
| Àustria      | IFPI — Austria           | Platí        | 30 000       |        |
| Bèlgica      | BEA                      | 2× Platí     | 80 000       |        |
| Canadà       | CRIA                     | 2× Platí     | 160 000      |        |
| Dinamarca    | IFPI — Dinamarca         | 2× Platí     | 180 000      |        |
| Espanya      | PROMUSICAE               | 3× Platí     | 120 000      |        |
| Estats Units | RIAA                     | Platí        | 1 000 000    | [ 19 ] |
| França       | SNEP                     | Diamant      | 500 000      | [ 20 ] |
| Itàlia       | FIMI                     | 4× Platí     | 200 000      |        |
| Noruega      | IFPI — Noruega           | 6× Platí     | 360 000      |        |
| Nova Zelanda | RMNZ                     | 3× Platí     | 90 000       |        |
| Polònia      | ZPAV                     | Diamant      | 100 000      |        |
| Portugal     | AFP                      | 3× Platí     | 45 000       |        |
| Regne Unit   | BPI                      | 2× Platí     | 1 200 000    |        |

### Llistes de final d'any

#### 2018
Hongria: #8 single més venut #31 llista de streamingSuïssa: #22
Àustria: #23
Irlanda: #27
Llista mundial de Mediatraffic: #32 amb 2,5d'unitats
Austràlia: #53
Ràdio Flaixbac: 65ena cançó que més ha sonat al llarg de l'any.
Regne Unit: #87
YouTube: #418

#### 2019
Suïssa: #1
Dinamarca: #2
Suècia: #3
Llista mundial de Mediatraffic: #7 amb 6,43M d'unitats
Austràlia: #9
Ràdio Flaixbac: desena cançó que més ha sonat al llarg de l'any.
Hongria: #12 streaming #1 cançó més venuda
Espanya: #1 cançó més venuda ditalment
Àustria: #14
Alemanya: #16
Billboard (Estats Units) #19
YouTube (vistos més vists de l'any): #21 videoclip oficial / #163 actuació a la gala dels Oscars